# Lemoncourt
Lemoncourt – miejscowość i gmina we Francji, w regionie Grand Est, w departamencie Mozela.
Według danych na rok 1990 gminę zamieszkiwały 62 osoby, a gęstość zaludnienia wynosiła 11 osób/km² (wśród 2335 gmin Lotaryngii Lemoncourt plasuje się na 983. miejscu pod względem liczby ludności, natomiast pod względem powierzchni na miejscu 953.).